# Lecane
Lecane är ett släkte av hjuldjur som beskrevs av Christian Ludwig Nitzsch 1827. Lecane ingår i familjen Lecanidae.
Lecane är enda släktet i familjen Lecanidae.

## Dottertaxa tillLecane, i alfabetisk ordning[1][2]
- Lecane abanica
- Lecane acanthinula
- Lecane aculeata
- Lecane acus
- Lecane aeganea
- Lecane agilis
- Lecane amazonica
- Lecane arcuata
- Lecane arcula
- Lecane armata
- Lecane aspasia
- Lecane asymmetrica
- Lecane baimaii
- Lecane batillifer
- Lecane bidactyla
- Lecane bifastigata
- Lecane bifurca
- Lecane blachei
- Lecane boettgeri
- Lecane boliviana
- Lecane boorali
- Lecane branchicola
- Lecane braumi
- Lecane braziliensis
- Lecane broaensis
- Lecane bryophila
- Lecane bulla
- Lecane calcaria
- Lecane candida
- Lecane clara
- Lecane climacois
- Lecane closterocerca
- Lecane copeis
- Lecane cornuta
- Lecane crenata
- Lecane crepida
- Lecane curvicornis
- Lecane decipiens
- Lecane depressa
- Lecane deridderae
- Lecane difficilis
- Lecane donneri
- Lecane donyanaensis
- Lecane doryssa
- Lecane dumonti
- Lecane dysorata
- Lecane elasma
- Lecane elegans
- Lecane elongata
- Lecane elsa
- Lecane enowi
- Lecane ercodes
- Lecane eswari
- Lecane eutarsa
- Lecane eylesi
- Lecane fadeevi
- Lecane flabellata
- Lecane flexilis
- Lecane formosa
- Lecane furcata
- Lecane galeata
- Lecane gallagherorum
- Lecane gillardi
- Lecane grandis
- Lecane gwileti
- Lecane haliclysta
- Lecane halsei
- Lecane hamata
- Lecane hastata
- Lecane herzigi
- Lecane hornemanni
- Lecane imbricata
- Lecane inconspicua
- Lecane inermis
- Lecane infula
- Lecane inopinata
- Lecane inquieta
- Lecane insulaconae
- Lecane intrasinuata
- Lecane isanensis
- Lecane ivli
- Lecane jaintiaensis
- Lecane jessupi
- Lecane junki
- Lecane kluchor
- Lecane kunthuleensis
- Lecane kutikowa
- Lecane lamellata
- Lecane lateralis
- Lecane latissima
- Lecane lauterborni
- Lecane leontina
- Lecane leura
- Lecane levistyla
- Lecane ligona
- Lecane ludwigii
- Lecane luna
- Lecane lunaris
- Lecane lungae
- Lecane marchantaria
- Lecane margalefi
- Lecane margarethae
- Lecane marshi
- Lecane melini
- Lecane minuta
- Lecane mira
- Lecane mitella
- Lecane mitis
- Lecane monostyla
- Lecane mucronata
- Lecane myersi
- Lecane namatai
- Lecane nana
- Lecane nelsoni
- Lecane nigeriensis
- Lecane niothis
- Lecane nitida
- Lecane niwati
- Lecane noobijupi
- Lecane nwadiaroi
- Lecane obtusa
- Lecane ohioensis
- Lecane opias
- Lecane ordwayi
- Lecane palinacis
- Lecane papuana
- Lecane paradoxa
- Lecane pawlowskii
- Lecane paxiana
- Lecane pelatis
- Lecane perplexa
- Lecane perpusilla
- Lecane pertica
- Lecane plesia
- Lecane pluto
- Lecane pomiformis
- Lecane proiecta
- Lecane psammophila
- Lecane pumila
- Lecane punctata
- Lecane pusilla
- Lecane pustulosa
- Lecane pycina
- Lecane pyriformis
- Lecane pyrrha
- Lecane quadridentata
- Lecane remanei
- Lecane rhacois
- Lecane rhenana
- Lecane rhopalura
- Lecane rhytida
- Lecane robertsonae
- Lecane romeroi
- Lecane rudescui
- Lecane rugosa
- Lecane ruttneri
- Lecane sagula
- Lecane satyrus
- Lecane schraederi
- Lecane scutata
- Lecane segersi
- Lecane serrata
- Lecane shieli
- Lecane signifera
- Lecane simonneae
- Lecane sinuata
- Lecane sola
- Lecane solfatara
- Lecane spiniventris
- Lecane spinulifera
- Lecane stenroosi
- Lecane stephensae
- Lecane stichaea
- Lecane stichoclysta
- Lecane stokesii
- Lecane styrax
- Lecane subtilis
- Lecane subulata
- Lecane superaculeata
- Lecane sverigis
- Lecane sylviae
- Lecane symoensi
- Lecane sympoda
- Lecane syngenes
- Lecane tabida
- Lecane tabulifera
- Lecane tanganyikae
- Lecane tenua
- Lecane tenuiseta
- Lecane thailandensis
- Lecane thalera
- Lecane thienemanni
- Lecane tryphema
- Lecane uenoi
- Lecane undulata
- Lecane unguitata
- Lecane ungulata
- Lecane urna
- Lecane venusta
- Lecane verecunda
- Lecane whitfordi